# Скаттергуд, Полли
Полли Скаттергуд (англ.  Polly Scattergood; род. 18 октября 1986, Уайвенхоу, Эссекс, Англия) — британская певица, автор-исполнитель. В прессе была описана как «божественная, тёмная, интенсивная и изворотливая», в то время как её музыкальный стиль был охарактеризован как «правильный лондонский электро-данс-поп начала 21 века». Одноимённый дебютный альбом певицы был выпущен в 2009 году в Великобритании и США. Он получил смешанные, но в основном положительные отзывы критиков. Осенью 2013 года вышел второй студийный альбом Arrows, спродюсированный Кеном и Джолион Томасами. Диск получил положительные отзывы в The Independent, Rolling Stone и Mojo. Каждый из этих музыкальных журналов присвоил альбому четыре звезды.

## Ранняя жизнь
Выросла вблизи Колчестера и была старшей из трёх братьев и сестёр.
Её мать была художником, а отец — актёром. Первым музыкальным инструментом Полли стало игрушечное пианино, которое она взяла в руки в возрасте 4 лет. В возрасте 12 лет, услышав песню Сьюзан Веги «Luka» поняла, что «музыка необязательно должна быть пронзительной, чтобы доносить до людей сильные сообщения». Также она заявила, что в подростковом возрасте часто слушала Леонарда Коэна.
В возрасте 16 лет она перебралась в Лондон. Чтобы оплатить свою учёбу в музыкальной школе, она подрабатывала киоскером на неполный рабочий день.

## Музыкальная карьера
В прессе её фамилию Скаттергуд часто принимали за имя. Оно переводится как «сегодня здесь, а завтра нет».
В возрасте 16 лет Скаттергуд перебралась в Лондон и поступила в Brit School, где сочинила 800 песен. После окончания учёбы она привлекла внимание музыкального продюсера Нила Ферриса, который стал её менеджером. Затем Феррис познакомил Скаттергуд с главой лейбла Mute Records, Дэниелом Миллером, а тот в свою очередь познакомил её со своим нынешним продюсером Саймоном Фишером Тёрнером.
Себя Скаттергуд в своих песнях называет рассказчиком: «Я пишу об эмоциях и о некоторых моментах, но не все из них являются биографическими.». В 2005 году на лейбле Ark Records был выпущен дебютный сингл «Glory Hallelujah», продюсером которого выступил Грэг Уолш, который известен своим сотрудничеством с Pink Floyd, Кейт Буш и Тиной Тёрнер. В сентябре 2007 года на Mute Records вышел сингл «Nitrogen Pink», который повествовал о «хрупкости жизни». 22 сентября 2008 года ограниченным тиражом вышел сингл «I Hate the Way», который был издан в форматах 10-дюймовой пластинки и на iTunes. Песня была написана на игрушечной клавиатуре и повествовала о склонности ложиться в постель с неподходящими мужчинами.
10 ноября 2008 года Скаттергуд выступала на шоу Роба Да Банка, где исполнила три свои песни («I Hate The Way», «Untitled 27» и «Nitrogen Pink»). Да Банк назвал её «Кейт Буш 21 века». 28 ноября того же года она дала акустическое представление на шоу Дженис Лонг («I Hate The Way», «Please Don’t Touch» and «I’ve Got A Heart»). Когда её спросили о том, с чего началось её увлечение музыкой, она ответила: «Когда мне было 12 лет, я нашла в шкафу гитару, на ней было только три струны … Я просто всему научилась сама».
7 марта 2009 года Скаттергуд сделала студийные сессии на шоу Дермота О'Лири, на BBC Radio 2. Её кавер-версия песни «Puff, the Magic Dragon» вызвала огромный интерес среди слушателей.
В 2012 году выпустила ремикс на песню M83 «Reunion».
В 2013 году выпустила ремикс на песню группы Maps «You Will Find A Way».

### Дебютный альбом
9 мая 2009 года состоялся релиз дебютного альбома Polly Scattergood. 19 мая альбом был выпущен в США.
Ранее 23 февраля 2009 года в качестве отдельного сингла вышла песня «Other Too Endless». Она была названа «рекордом недели» на шоу Стива Ламакка. В версии, доступной для скачивания имеется ремикс, сделанный Винсом Кларком, известному по группам Erasure, Yazoo и Depeche Mode. 30 марта 2009 iTunes назвал композицию 'синглом недели'. 4 мая 2009 года состоялся релиз четвёртого сингла «Please Don’t Touch». Позже она переиздала сингл «Nitrogen Pink» и выпустила новый — «Bunny Club».

### Второй альбом
22 октября 2013 года вышел второй студийный альбом Arrows. Он был спродюсирован Кеном Томасом, известному по своей работе с Sigur Ros и M83.
Альбом включал в себя десять песен, в том числе и те, которые ранее были выпущены отдельными синглами: «Disco Damaged Kid», «Wanderlust» и «Cocoon», а также переработанную версию песни «Silver Lining».
Песня «Disco Damaged Kid» в итоге заняла шестое место по результатам опроса публики в музыкальном предпочтении.
Песня «Wanderlust» позже была сремиксована Charli XCX и How To Dress Well. Ремикс сумел попасть в позиции Billboard Magazine США.
Альбом получил четыре звезды от таких музыкальных журналов как, Mojo, The Independent и Rolling Stone.

### Туры
В феврале 2009 года Скаттергуд дала ряд концертов в ночных клубах. Позже на своей странице на MySpace Скаттергуд анонсировала клубный тур по Великобритании, который завершился 19 апреля. Также планировала выступить в клубах Дублина, в Ирландии. 21 апреля выступила на таких фестивалях как, Live at Leeds, The Great Escape и Bestival. Играла на разогреве у Bat for Lashes на iTunes Live Festival 19 июля 2009 года. В августе 2009 года на iTunes был выложен мини-альбом с записью фестиваля. В сентябре 2009 года выступила на разогреве у Аманды Палмер в Юнион Чапел в Ислингтоне.
20 июля 2013 года Скаттергуд выступила вместе с Goldfrapp на летней серии концертов в Самерсет-Хаус, в Лондоне.
Также она выступала в ночном клубе «Мадам Джоджо».
В том же году она сыграла диджей сет на «Лондонской недели моды 2013».

## Прочая деятельность
Неоднократно заявляла, что хочет делать музыку для кино и телевидения. В настоящее время делает короткометражки вместе с Томом Генри Джонсом.
Также в своём Твиттере она заявила, что хотела бы выпустить свой сборник стихов.
Записала композицию «New York, New York» для первого трейлера видеоигры 2011 года Crysis 2. За это певица удостоилась премии Mi6 Gold award в номинации «Лучшее озвучивание».

## Дискография

### Студийные альбомы
| Год  | Альбом                                   | Высшая позиция в чартах |
| Год  | Альбом                                   | UK                      |
| ---- | ---------------------------------------- | ----------------------- |
| 2009 | Polly Scattergood - Выпущен 9 марта 2009 | 157                     |
| 2013 | Arrows - Выпущен 21 октября 2013         |                         |

### Синглы
| Год  | Сингл                | Альбом                |
| ---- | -------------------- | --------------------- |
| 2005 | «Glory Hallelujah»   | Glory Hallelujah — EP |
| 2007 | «Nitrogen Pink»      | Polly Scattergood     |
| 2008 | «I Hate The Way»     | Polly Scattergood     |
| 2009 | «Other Too Endless»  | Polly Scattergood     |
| 2009 | «Please Don’t Touch» | Polly Scattergood     |
| 2009 | «Nitrogen Pink»      | Polly Scattergood     |
| 2009 | «Bunny Club»         | Polly Scattergood     |
| 2013 | «Wanderlust»         | Arrows                |
| 2013 | «Cocoon»             | Arrows                |
| 2014 | «Subsequently Lost»  | Arrows                |